# Dragonja vas
Dragonja vas – wieś w Słowenii, w gminie Kidričevo. W 2018 roku liczyła 183 mieszkańców.